# Conclave del 1700
Il conclave del 1700 venne convocato a seguito della morte di papa Innocenzo XII e si concluse con l'elezione di papa Clemente XI.

## Situazione storica all'apertura del conclave
Uno degli ultimi atti del pontificato di Innocenzo XII riguardò la successione al trono di Spagna. Infatti, su richiesta di Carlo II, senza eredi diretti, il papa consigliò di assegnare il trono a Filippo d'Angiò, nipote di Luigi XIV di Francia, in virtù del legame di parentela fra i due sovrani. Inoltre Carlo II non voleva che la Spagna perdesse la propria indipendenza venendo riunita ai domini imperiali. Questa disposizione poneva però seri squilibri fra le nazioni europee, squilibri che potevano sfociare in un conflitto armato.
Il 27 settembre 1700 moriva papa Innocenzo XII (all'età di 85 anni) in seguito alle complicazioni dovute alla podagra che lo affliggeva dall’autunno precedente. Il 1º novembre successivo si spegneva Carlo II e il giorno 6 successivo Filippo d'Angiò veniva proclamato nuovo Re di Spagna con il nome di Filippo V. Calava il sipario su due secoli di dinastia asburgica e iniziava la dinastia borbonica. La successione non fu gradita dagli Asburgo d'Austria: da Vienna l'Imperatore Leopoldo I comunicò che non avrebbe accettato la disposizione testamentaria di Carlo II, facendo intendere che era sua intenzione ricorrere anche alle armi pur di assicurare la continuità asburgica sulla Spagna e i suoi possedimenti.

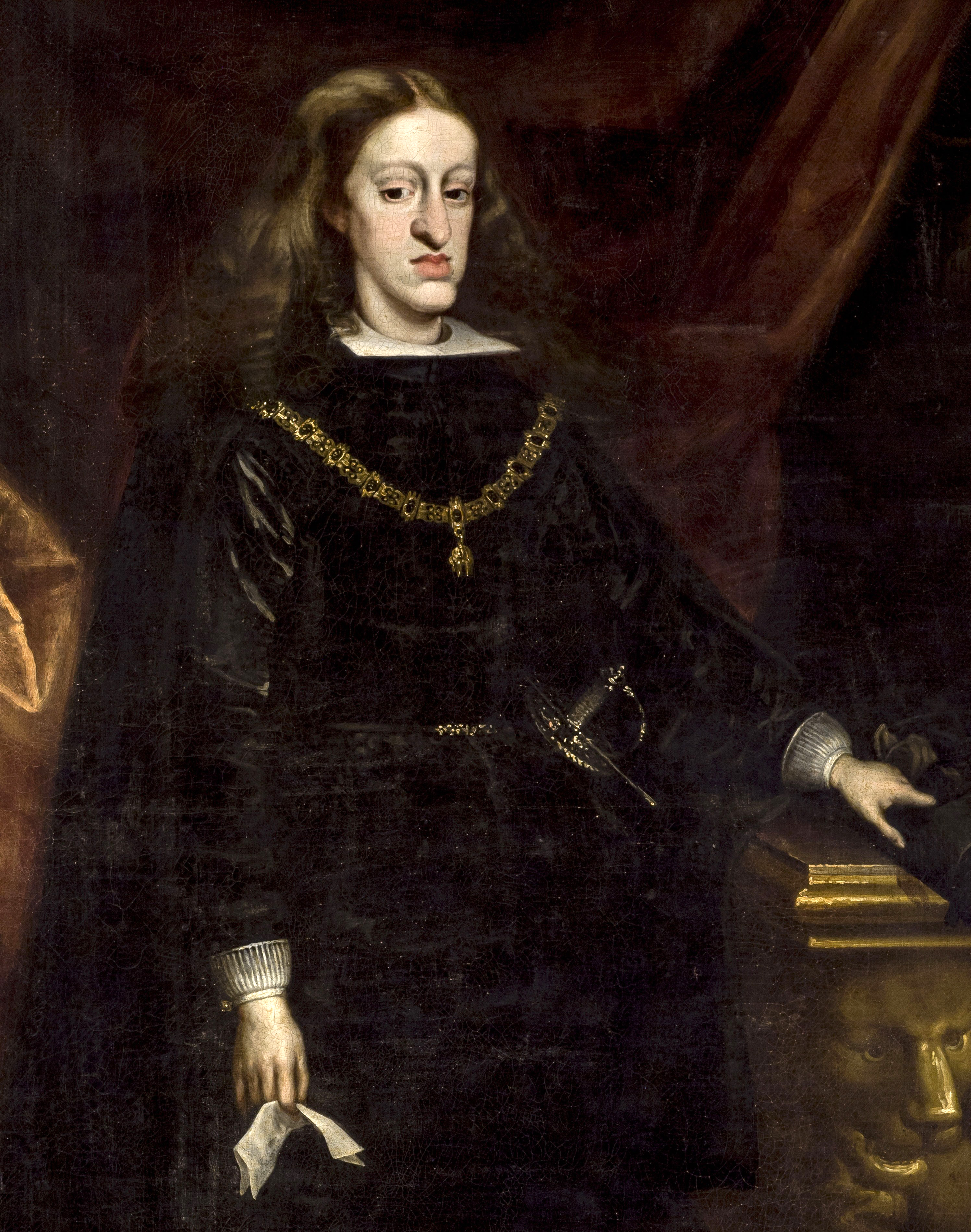
Carlo II d'Asburgo, la cui successione fu al centro delle discussioni del conclave del 1700

Si profilava, quindi, un conflitto su scala europea che vedeva coinvolte le tre maggiori monarchie del continente, la Francia e la Spagna tra loro alleate, contro gli Asburgo, con il coinvolgimento di Inghilterra e Paesi Bassi, che temevano la potenza franco-spagnola. Tutto questo avveniva in piena sede vacante. La Santa Sede, consapevole dell'incombente conflitto, si rese anche conto che i contrasti tra le fazioni filo-francese e filo-imperiale all'interno del Sacro Collegio avrebbero potuto paralizzare a lungo i lavori del Conclave, con conseguenze disastrose all'interno della Chiesa in generale e dello Stato Pontificio in particolare.
Occorreva quindi una scelta rapida che non poteva indirizzarsi, in questo delicato frangente politico, a un papa remissivo e accomodante, ma a un valido candidato che potesse far sentire la voce della Santa Sede nel mezzo del conflitto che andava profilandosi. I papi Innocenzo XI (Odescalchi) e Innocenzo XII erano stati fermi oppositori del nepotismo, quindi i membri del Sacro collegio da essi nominati (che costituivano la stragrande maggioranza del Sacro collegio) poterono redistribuirsi a seconda delle loro esigenze e desideri; inoltre non era presente alcun cardinal nipote.
Il gruppo dei francesi era capeggiato da César d'Estrées, forgiato dall’esperienza di tre conclavi e dal lungo ruolo diplomatico rivestito presso il Re Sole, mentre la fazione spagnola, guidata dal cardinal Francesco de’ Medici, poteva contare sui voti dei porporati del Ducato di Milano e del Regno di Napoli. Anche la Repubblica di Venezia aveva un suo gruppo che faceva capo ad Ottoboni e aveva una posizione filo-francese, mentre gli interessi del Duca di Savoia erano rappresentati dal cardinale Carlo Barberini.

## Il conclave
Il conclave si aprì il 9 ottobre. Nei primi giorni il principale favorito, nonostante l’avanzata età (73 anni), fu Galeazzo Marescotti, ex nunzio apostolico in Austria, Polonia e Spagna, esperto nell’attività di governo e assai influente nella Curia romana. Egli era fortemente avversato da re Luigi XIV, che riteneva avesse lavorato contro gli interessi della Francia, favorendo la causa del Duca di Lorena per la successione al trono di Polonia quando era nunzio di quella nazione. Quando Marescotti giunse vicino all’elezione, verso la fine di ottobre, il cardinal d’Estrées lanciò il veto contro di lui.

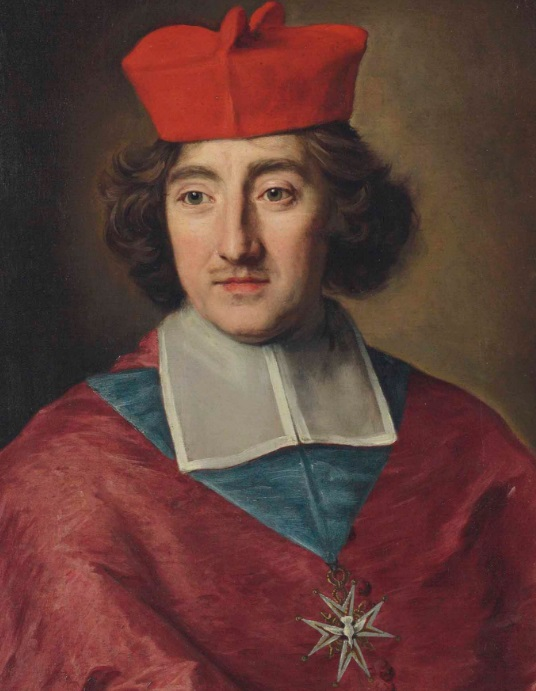
Il cardinale Cesar d'Estrèes che pose il veto a Marescotti

Fra gli altri papabili si fecero anche i nomi di Carlo Barberini, Leandro Colloredo, Bandino Panciatichi, Giovanni Battista Spinola, Marcello Durazzo, Jacopo Antonio Morigia e Niccolò Acciaiuoli, le cui candidature tuttavia non ebbero mai un valido supporto e sfumarono una dopo l’altra. Spinola fu l’unico a ottenere un certo riscontro, giungendo a dieci voti dall’elezione. 
Nella notte fra il 19 e il 20 novembre 1700 giunse a Roma, tramite il nunzio in Spagna monsignor Francesco Acquaviva, la notizia della morte, avvenuta il 1º novembre, di Carlo II d'Asburgo. La notizia fece mutare improvvisamente tutti gli schieramenti interni al conclave: il timore di una possibile guerra fece superare le varie ragioni di scontro interno e portò all'elezione, quasi unanime, del cardinale Giovanni Francesco Albani, un fine diplomatico noto per le sue doti di temporeggiatore nonché influente consigliere di Alessandro VIII e Innocenzo XII.
Albani, aspettandosi l'elezione, non celò la sua riluttanza ad accettare la tiara, ben consapevole del delicato panorama geopolitico che andava stagliandosi all’orizzonte europeo, e chiese tre giorni per valutare l’accettazione. Nonostante fosse cardinale da dieci anni, si fece ordinare prete solo il giorno prima dell'elezione a romano pontefice, e celebrò la sua prima Messa solamente poche ore prima.
Il Sacro collegio fece una grande pressione su di lui, facendogli presente che il rifiuto della nomina sarebbe stata una grave disubbidienza al volere dello Spirito Santo. Finalmente il 23 novembre fu eletto all’unanimità con 57 voti. L’Albani si risolse quindi ad accettare, scegliendo il nome di Clemente XI in onore del santo del giorno, papa Clemente I. Aveva appena 51 anni e avrebbe retto le sorti della Chiesa per i successivi 20 anni.

## Lista dei partecipanti

### Presenti in conclave
| Nome                                    | Paese                      | Titolo                                                        | Ruolo | Nascita    | Concistoro |
| --------------------------------------- | -------------------------- | ------------------------------------------------------------- | --- | ---------- | ---------- |
| Emmanuel Théodose de La Tour d'Auvergne | Regno di Francia           | Cardinale vescovo di Porto e Santa Rufina;                    | Abate commendatario di Cluny; Grande elemosiniere di Francia; Sottodecano del Collegio Cardinalizio                                                                                            | 24/08/1643 | 05/08/1669 |
| Niccolò Acciaiuoli                      | Granducato di Toscana      | Cardinale vescovo di Frascati                                 | Legato apostolico emerito di Ferrara | 06/07/1630 | 29/11/1669 |
| Gaspare Carpegna                        | Stato Pontificio           | Cardinale vescovo di Sabina                                   | Vicario generale di Sua Santità per Roma; Prefetto della Congregazione dei Vescovi e Regolari; Prefetto della Congregazione dell'Immunità Ecclesiastica; Prefetto della Congregazione dei Riti | 08/05/1625 | 22/12/1670 |
| César d'Estrées                         | Regno di Francia           | Cardinale vescovo di Albano                                   | Abate commendatario di Saint-Claude; Vescovo emerito di Laon | 05/02/1628 | 24/08/1671 |
| Carlo Barberini                         | Stato Pontificio           | Cardinale presbitero di San Lorenzo in Lucina                 | Prefetto della Congregazione di Propaganda Fide; Arciprete della Basilica di San Pietro in Vaticano; Presidente della Fabbrica di San Pietro; Abate commendatario di Subiaco                   | 01/06/1630 | 23/06/1653 |
| Vincenzo Maria Orsini                   | Regno di Napoli            | Cardinale presbitero di San Sisto                             | Arcivescovo metropolita di Benevento; eletto papa con il nome di Benedetto XIII nel conclave del 1730                                                                                          | 02/02/1649 | 22/02/1672 |
| Francesco Nerli                         | Stato Pontificio           | Cardinale presbitero di San Matteo in Merulana                | Arcivescovo metropolita emerito di Firenze | 12/06/1636 | 12/06/1673 |
| Galeazzo Marescotti                     | Stato Pontificio           | Cardinale presbitero di Santa Prassede                        | Segretario della Congregazione della Romana e Universale Inquisizione | 01/10/1627 | 27/05/1675 |
| Fabrizio Spada                          | Stato Pontificio           | Cardinale presbitero di San Crisogono                         | Cardinal Segretario di Stato di Sua Santità; Prefetto della Congregazione della Sacra Consulta                                                                                                 | 17/03/1643 | 27/05/1675 |
| Giovanni Battista Spinola               | Repubblica di Genova       | Cardinale presbitero di Santa Maria in Trastevere             | Arcivescovo metropolita emerito di Genova | 20/09/1615 | 01/09/1681 |
| Savio Mellini                           | Stato Pontificio           | Cardinale presbitero di San Pietro in Vincoli                 | Vescovo di Nepi e Sutri | 05/07/1644 | 01/09/1681 |
| Marcello Durazzo                        | Repubblica di Genova       | Cardinale presbitero di Santa Prisca                          | Vescovo di Faenza | 06/03/1633 | 02/09/1686 |
| Marcantonio Barbarigo                   | Repubblica di Venezia      | Cardinale presbitero di San Marco                             | Vescovo di Montefiascone e Corneto; Abate commendatario di Leno | 06/03/1640 | 02/09/1686 |
| Étienne Le Camus                        | Regno di Francia           | Cardinale presbitero di Santa Maria degli Angeli              | Vescovo di grenoble | 24/09/1632 | 02/09/1686 |
| Pier Matteo Petrucci                    | Stato Pontificio           | Cardinale presbitero di San Marcello                          | Vescovo emerito di Jesi | 20/05/1636 | 02/09/1686 |
| Leandro Colloredo                       | Repubblica di Venezia      | Cardinale presbitero dei Santi Nereo e Achilleo               | Penitenziere Maggiore | 09/10/1639 | 02/09/1686 |
| Giovanni Francesco Negrone              | Repubblica di Genova       | Cardinale presbitero di Santa Maria in Ara Coeli              | | 03/10/1629 | 02/09/1686 |
| Bandino Panciatichi                     | Granducato di Toscana      | Cardinale presbitero di San Pancrazio fuori le mura           | Pro-Datario di Sua Santità | 10/07/1629 | 13/02/1690 |
| Giacomo Cantelmo                        | Regno di Napoli            | Cardinale presbitero dei Santi Marcellino e Pietro            | Arcivescovo metropolita di Napoli; Camerlengo del Collegio Cardinalizio | 13/06/1640 | 13/02/1690 |
| Ferdinando d'Adda                       | Ducato di Milano           | Cardinale presbitero di Santa Balbina                         | Legato apostolico di Bologna | 01/09/1650 | 13/02/1690 |
| Toussaint de Forbin-Janson              | Regno di Francia           | Cardinale presbitero di San Callisto                          | Vescovo di Beauvais; Abate commendatario di Saint-Pierre de Corbie | 01/10/1631 | 13/02/1690 |
| Giambattista Rubini                     | Repubblica di Venezia      | Cardinale presbitero di San Lorenzo in Panisperna             | Vescovo di Vicenza; Abate commendatario dell'Abbazia di Santa Maria in Silvis | 05/06/1642 | 13/02/1690 |
| Francesco del Giudice                   | Regno di Napoli            | Cardinale presbitero di Santa Sabina                          | Governatore di Roma emerito | 07/12/1647 | 13/02/1690 |
| Giovanni Battista Costaguti             | Stato Pontificio           | Cardinale presbitero di Sant'Anastasia                        | | 16/06/1636 | 13/02/1690 |
| Giovanni Francesco Albani               | Stato Pontificio           | Cardinale presbitero di San Silvestro in Capite               | Segretario dei Brevi Apostolici | 23/07/1649 | 13/02/1690 |
| Giacomo Antonio Morigia                 | Ducato di Milano           | Cardinale presbitero di Santa Cecilia                         | Arciprete della Basilica Liberiana di Santa Maria Maggiore; Abate commendatario del Monastero di San Pietro all’Olmo                                                                           | 23/02/1633 | 12/12/1695 |
| Sebastiano Antonio Tanara               | Stato Pontificio           | Cardinale presbitero dei Santi Quattro Coronati               | Abate commendatario di Nonantola | 10/04/1650 | 12/12/1695 |
| Giacomo Boncompagni                     | Regno di Napoli            | Cardinale presbitero di Santa Maria in Via                    | Arcivescovo metropolita di Bologna | 15/05/1652 | 12/12/1695 |
| Taddeo Luigi Dal Verme                  | Ducato di Parma e Piacenza | Cardinale presbitero dei Santi Bonifacio e Alessio            | Vescovo di Imola | 16/02/1641 | 12/12/1695 |
| Baldassare Cenci                        | Stato Pontificio           | Cardinale presbitero di San Pietro in Montorio                | Arcivescovo metropolita di Fermo | 04/01/1647 | 12/12/1695 |
| Tommaso Maria Ferrari                   | Regno di Napoli            | Cardinale presbitero di San Clemente                          | Prefetto della Congregazione dell'Indice dei Libri Proibiti | 02/12/1649 | 12/12/1695 |
| Giuseppe Sacripante                     | Stato Pontificio           | Cardinale presbitero di Santa Maria in Traspontina            | Prefetto della Congregazione del Concilio | 19/03/1642 | 12/12/1695 |
| Enrico Noris                            | Repubblica di Venezia      | Cardinale presbitero di Sant’Agostino                         | Archivista di Santa Romana Chiesa; Bibliotecario di Santa Romana Chiesa | 29/08/1631 | 12/12/1695 |
| Giorgio Corner                          | Repubblica di Venezia      | Cardinale presbitero dei Santi XII Apostoli                   | Vescovo di Padova | 01/08/1658 | 22/07/1697 |
| Pierre-Armand du Cambout de Coislin     | Regno di Francia           | Cardinale presbitero della Santissima Trinità al Monte Pincio | Vescovo di Orléans | 14/11/1636 | 22/07/1697 |
| Fabrizio Paolucci                       | Stato Pontificio           | Cardinale presbitero dei Santi Giovanni e Paolo               | Vescovo di Ferrara | 02/04/1651 | 22/07/1697 |
| Niccolò Radulovich                      | Regno di Napoli            | Cardinale presbitero di San Bartolomeo all’Isola              | Arcivescovo metropolita di Chieti | 28/12/1629 | 14/11/1699 |
| Giuseppe Archinto                       | Ducato di Milano           | Cardinale presbitero di Santa Prisca                          | Arcivescovo metropolita di Milano | 07/05/1651 | 14/11/1699 |
| Andrea Santacroce                       | Stato Pontificio           | Cardinale presbitero di Santa Maria del Popolo                | Nunzio apostolico emerito in Austria | 22/11/1655 | 14/11/1699 |
| Marcello d'Aste                         | Regno di Napoli            | Cardinale presbitero dei Santi Silvestro e Martino ai Monti   | Vescovo di Ancona e Numana | 21/07/1657 | 14/11/1699 |
| Daniele Dolfin                          | Repubblica di Venezia      | Cardinale presbitero di Santa Susanna                         | Vescovo di Brescia | 05/10/1653 | 14/11/1699 |
| Sperello Sperelli                       | Stato Pontificio           | Cardinale presbitero di San Giovanni a Porta Latina           | Vescovo emerito di Terni | 15/08/1639 | 14/11/1699 |
| Giovanni Maria Gabrielli                | Stato Pontificio           | Cardinale diacono di San Giorgio in Velabro                   | | 10/01/1654 | 14/11/1699 |
| Louis-Antoine de Noailles               | Regno di Francia           | Cardinale presbitero di Santa Maria sopra Minerva             | Arcivescovo metropolita di Parigi; Primate di Francia; Abate commendatario di Saint Maur | 27/05/1651 | 21/06/1700 |
| Johann Philipp von Lamberg              | Sacro Romano Impero        | Cardinale presbitero di San Silvestro in Capite               | Principe-Vescovo di Passavia | 25/05/1652 | 21/06/1700 |
| Benedetto Pamphilj                      | Stato Pontificio           | Cardinale diacono di Santa Maria in Via Lata                  | Cardinale protodiacono; Gran priore di Roma del Sovrano Militare Ordine di Malta; Arciprete della Basilica di San Giovanni in Laterano                                                         | 25/04/1653 | 01/09/1681 |
| Fulvio Astalli                          | Stato Pontificio           | Cardinale diacono dei Santi Cosma e Damiano                   | Legato apostolico di Ferrara; | 29/07/1655 | 02/09/1686 |
| Francesco Maria de' Medici              | Granducato di Toscana      | Cardinale diacono di Santa Maria in Domnica                   | Governatore di Siena | 12/11/1660 | 02/09/1686 |
| Pietro Ottoboni                         | Repubblica di Venezia      | Cardinale diacono e presbitero di San Lorenzo in Damaso       | Vice-Cancelliere di Santa Romana Chiesa | 02/07/1667 | 07/11/1689 |
| Carlo Bichi                             | Granducato di Toscana      | Cardinale diacono di Sant’Agata alla Suburra                  | Governatore emerito di Perugia e dell'Umbria | 06/05/1638 | 13/02/1690 |
| Giuseppe Renato Imperiali               | Regno di Napoli            | Cardinale diacono e presbitero di San Giorgio in Velabro      | Prefetto della Congregazione della Disciplina dei Regolari; Prefetto della Congregazione del Buon Governo                                                                                      | 01/05/1651 | 13/02/1690 |
| Luigi Omodei                            | Ducato di Milano           | Cardinale diacono di Santa Maria in Portico Campitelli        | | 20/03/1657 | 13/02/1690 |
| Francesco Barberini                     | Stato Pontificio           | Cardinale diacono di Sant’Angelo in Pescheria                 | Prefetto della Congregazione delle Acque | 12/11/1662 | 13/11/1690 |
| Lorenzo Altieri                         | Stato Pontificio           | Cardinale diacono di Santa Maria in Aquiro                    | Legato apostolico emerito di Urbino | 10/06/1671 | 13/11/1690 |
| Giambattista Spinola                    | Repubblica di Genova       | Cardinale diacono e presbitero di San Cesareo in Palatio      | Camerlengo di Santa Romana Chiesa | 04/08/1646 | 12/12/1695 |
| Henri Albert de La Grange d'Arquien     | Regno di Francia           | Cardinale diacono di San Nicola in Carcere                    | | 08/09/1613 | 12/12/1695 |
| Vincenzo Grimani                        | Ducato di Mantova          | Cardinale diacono di Sant'Eustachio                           | | 26/05/1655 | 22/07/1697 |

### Assenti in conclave
| Nome                                                             | Paese                          | Titolo                                                      | Ruolo                                                              | Nascita    | Concistoro |
| ---------------------------------------------------------------- | ------------------------------ | ----------------------------------------------------------- | ------------------------------------------------------------------ | ---------- | ---------- |
| Luis Manuel Fernández de Portocarrero-Bocanegra y Moscoso-Osorio | Regno di Spagna                | Cardinale vescovo di Palestrina                             | Arcivescovo metropolita di Toledo; Primate di Spagna               | 08/01/1635 | 05/08/1669 |
| Pierre de Bonzi                                                  | Regno di Francia               | Cardinale presbitero di Sant’Eusebio                        | Arcivescovo metropolita di Narbona                                 | 15/04/1631 | 22/02/1672 |
| Urbano Sacchetti                                                 | Stato Pontificio               | Cardinale presbitero di San Bernardo alle Terme Diocleziane | Vescovo di Viterbo e Tuscania                                      | 07/03/1640 | 01/09/1681 |
| Leopold Karl von Kollonitsch                                     | Sacro Romano Impero            | Cardinale presbitero di San Girolamo dei Croati             | Arcivescovo metropolita di Esztergom; Primate d’Ungheria           | 26/10/1631 | 02/09/1686 |
| Augustyn Michał Stefan Radziejowski                              | Confederazione polacco-lituana | Cardinale presbitero di Santa Maria della Pace              | Arcivescovo metropolita di Gniezno; Primate di Polonia             | 03/12/1645 | 02/09/1686 |
| Pedro de Salazar Gutiérrez de Toledo                             | Regno di Spagna                | Cardinale presbitero di Santa Croce in Gerusalemme          | Vescovo di Cordova                                                 | 11/04/1630 | 02/09/1686 |
| Wilhelm Egon von Fürstenberg                                     | Sacro Romano Impero            | Cardinale presbitero di Sant’Onofrio                        | Principe-vescovo di Strasburgo; Principe-abate di Malmedy e Stablo | 02/11/1629 | 02/09/1686 |
| Luís de Sousa                                                    | Regno del Portogallo           | Cardinale presbitero                                        | Arcivescovo metropolita di Lisbona                                 | 06/10/1630 | 22/07/1697 |
| Francisco Antonio de Borja-Centelles y Ponce de Léon             | Regno di Spagna                | Cardinale diacono                                           | Amministratore apostolico di Toledo                                | 27/03/1659 | 21/06/1700 |